# طيران الصين

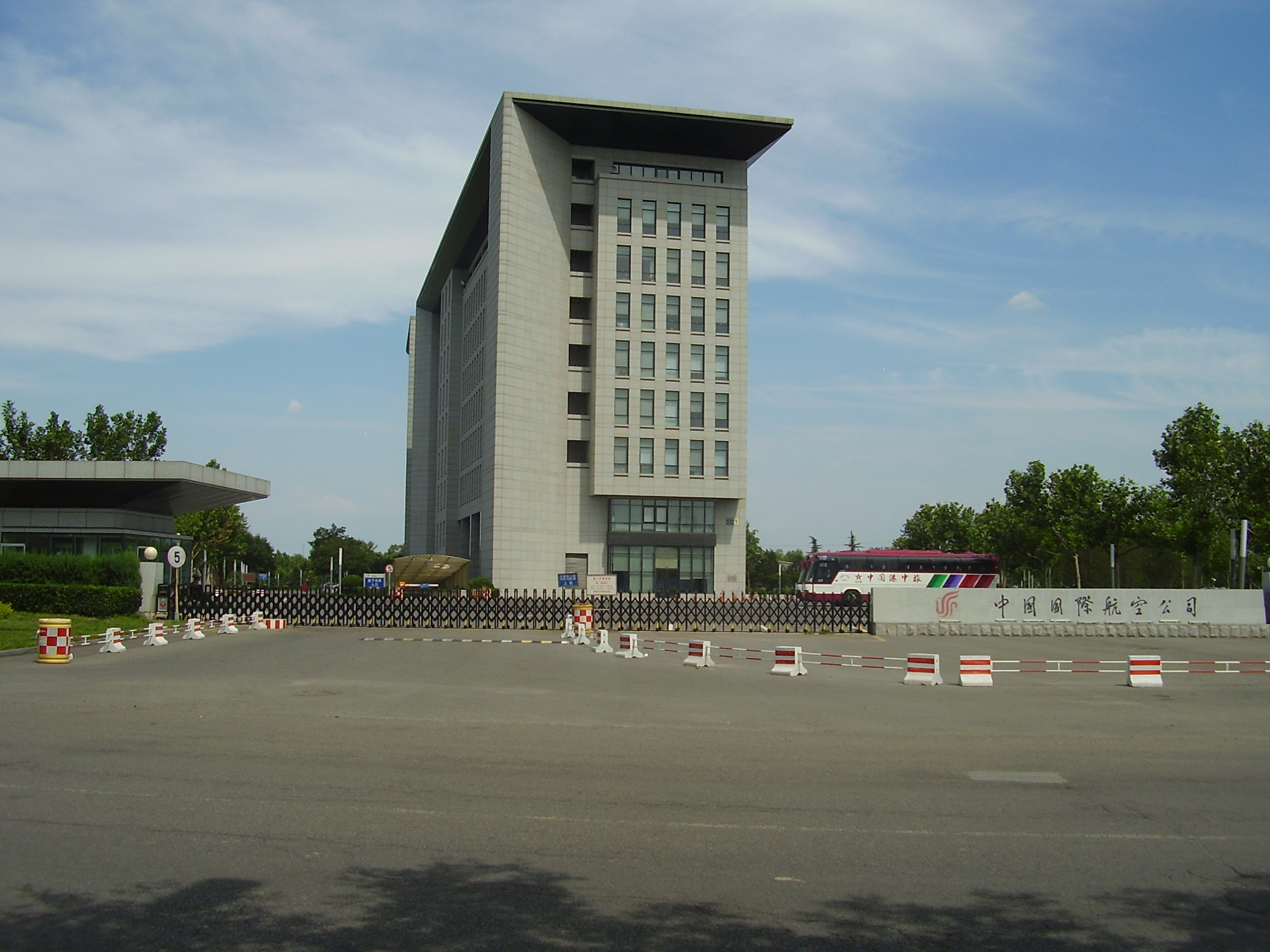
المقر الرئيسي لشركة طيران الصين

طيران الصين (بالصينية:中国国际航空公司) هي شركة الطيران الوطنية الصينية، تأسست سنة 1988، وهي شركة تابعة لشركة الصين الوطنية القابضة للطيران. يقع المقر الرئيسي للشركة في العاصمة الصينية بكين ، وتتخذ من مطار بكين الدولي ومطار شانغهاي الدولي مركزين لعملياتها، وتعد الشركة رابع أكبر شركة طيران في آسيا، تقدم طيران الصين خدماتها لأكثر من 180 وجهة في آسيا، أوروبا، أستراليا والولايات المتحدة، وخدمت الشركة عام 2006 ما يقارب 33.97 مليون، وتعتبر الشركة عضو في تحالف ستار.

## الأسطول

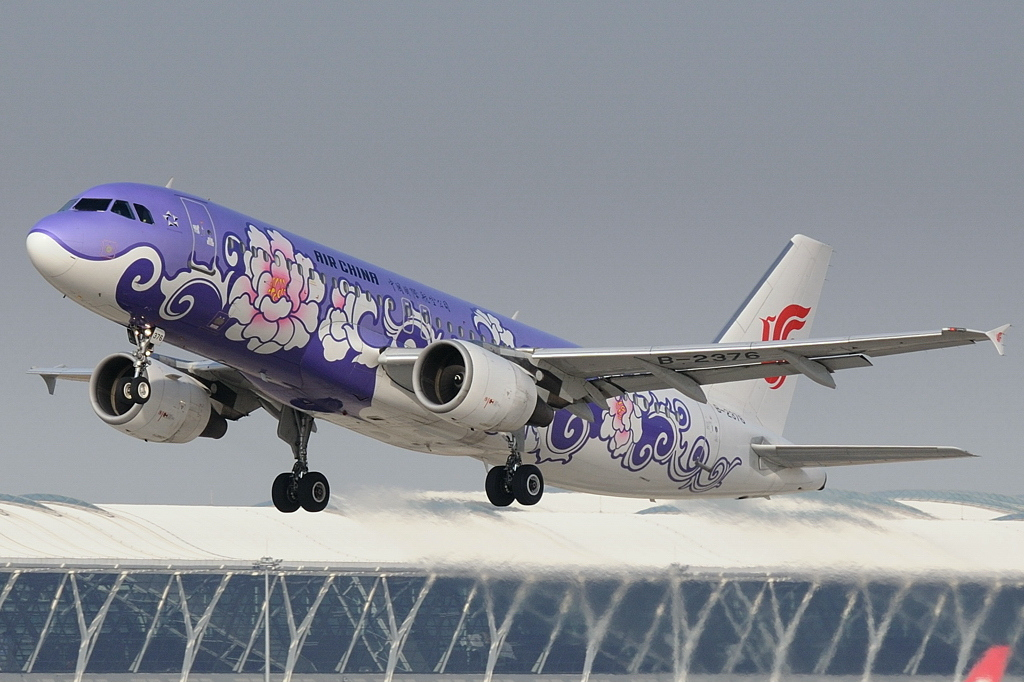
طيران الصين إيرباص إيه 320 /200

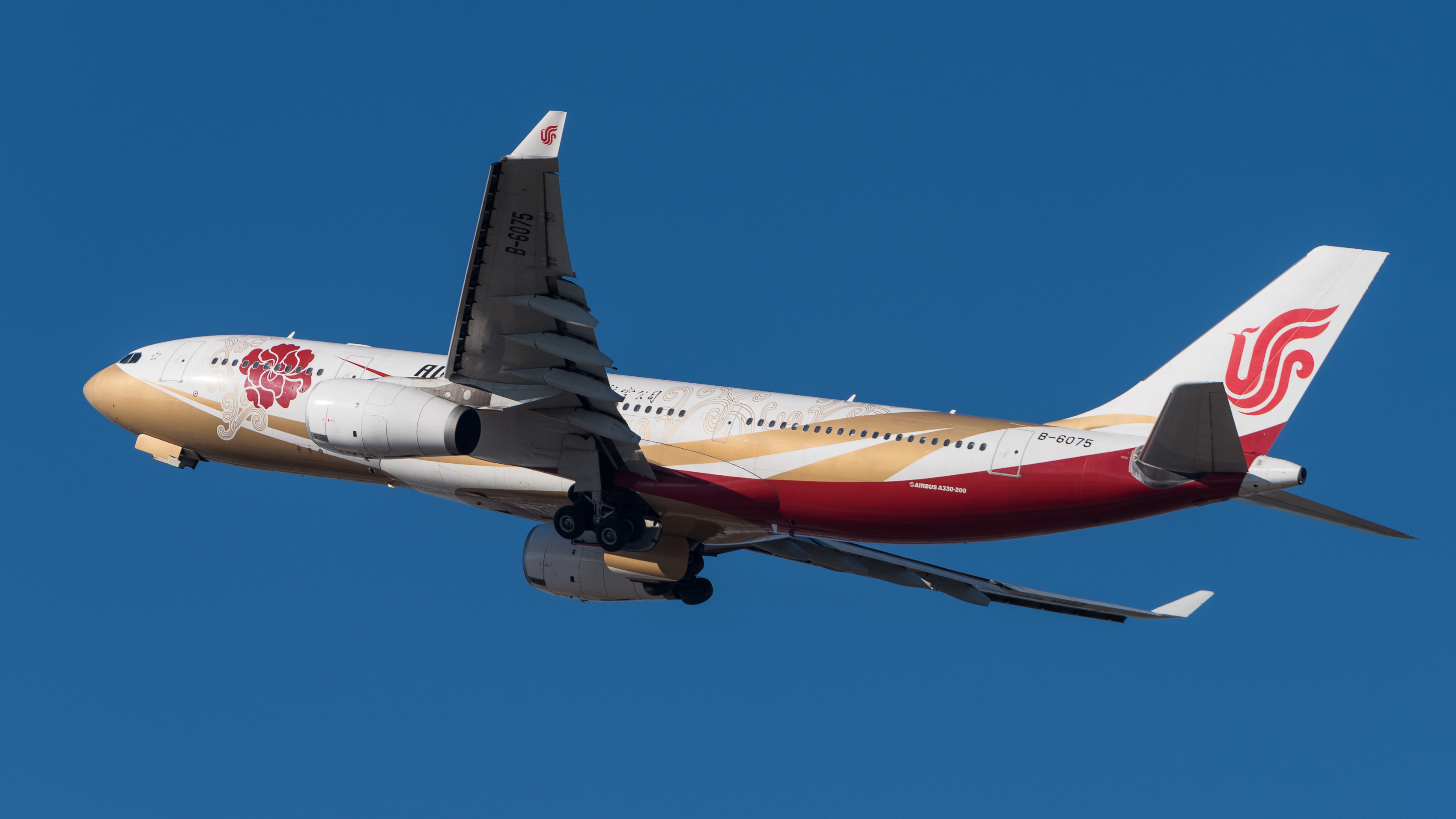
طيران الصين إيرباص إيه 320 / 200

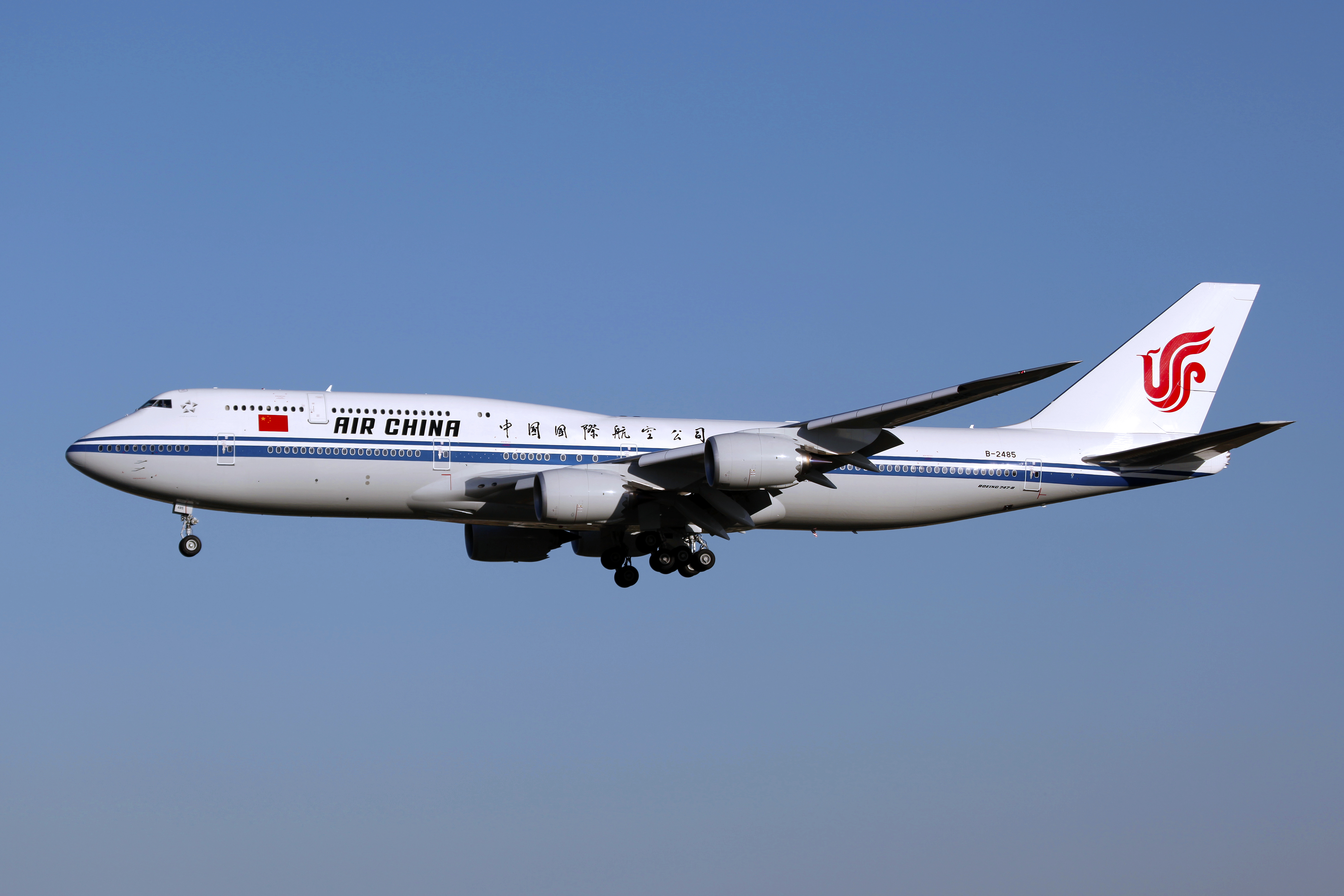
طيران الصين بوينغ 747

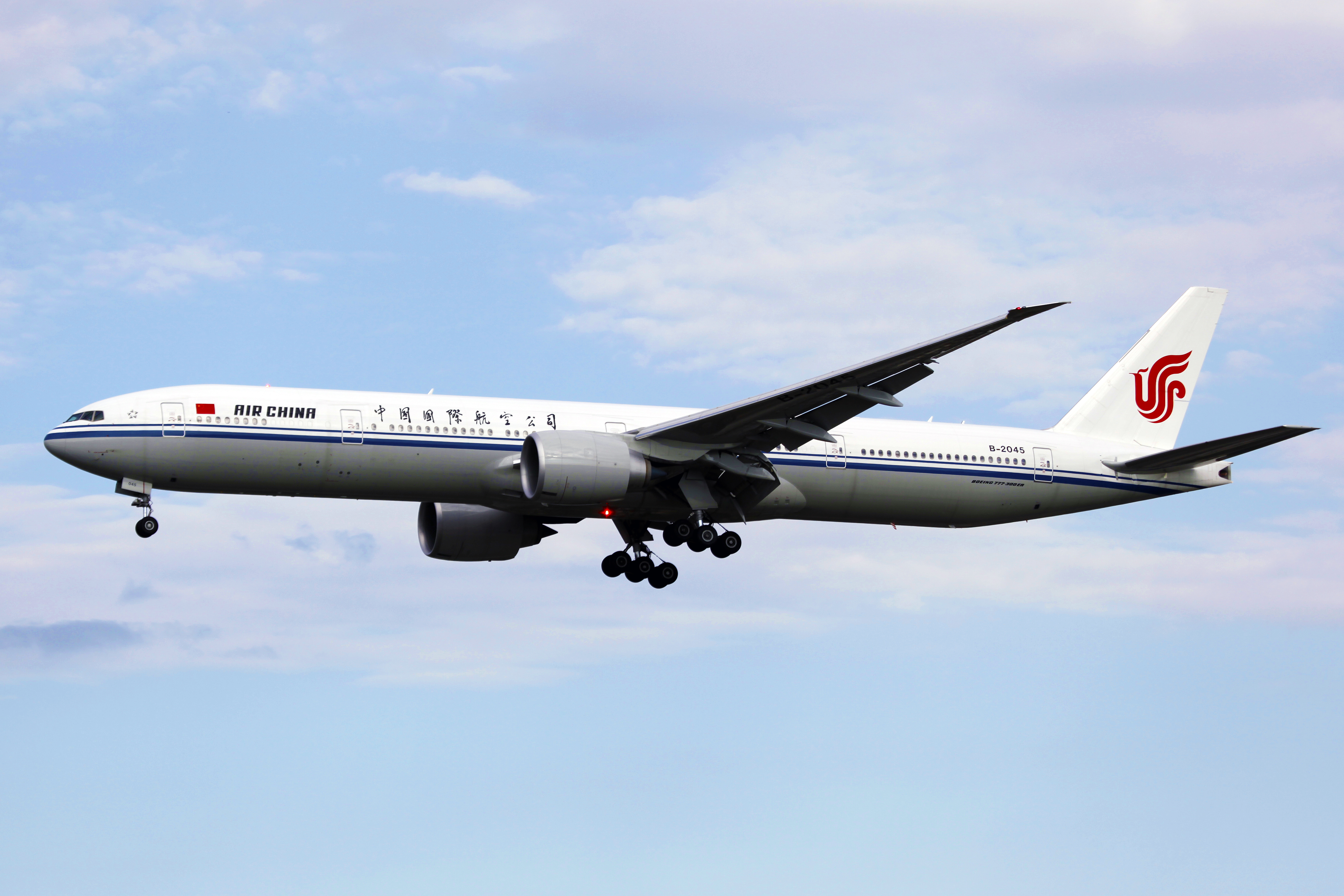
طيران الصين بوينغ 777 إي آر

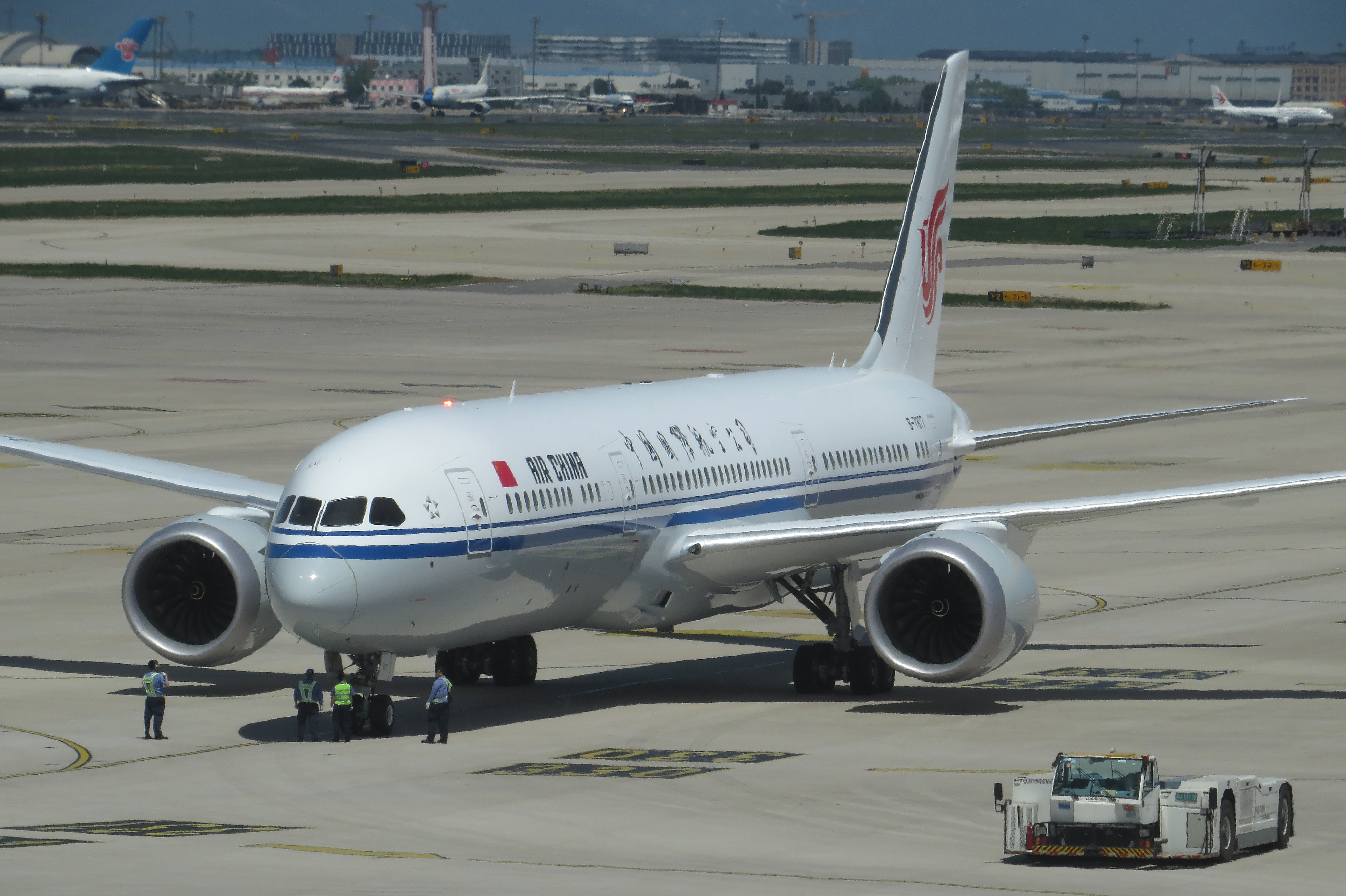
طيران الصين بوينغ 787 / 9

اعتبارا من يونيو عام 2016، ضم أسطول شركة طيران الصين طائرات النقل والشحن التالية:

## وصلات خارجية
- الموقع الرسمي للشركة (بالإنجليزية)
- تفاصيل أسطول طيران الصين (بالإنجليزية)